# Riacho da Gameleira
O riacho da Gameleira é um curso de água que banha o município de Pombal, no estado da Paraíba. As águas do riacho isolam comunidades e as pessoas aguardam que o nível baixe para atravessarem.